# Io (Gianna Nannini)
Io è un singolo della cantautrice italiana Gianna Nannini, pubblicato nel 2006. È il secondo estratto dall'album Grazie, uscito il 27 gennaio dello stesso anno.
La canzone è stata scritta dalla Nannini, insieme alla scrittrice Isabella Santacroce, e prodotta insieme a Will Malone. Con la partecipazione al Festivalbar 2006, è diventata uno dei tormentoni dell'estate 2006. Il successo è continuato in autunno, quando ha raggiunto la prima posizione dell'airplay radiofonico.

## Classifiche
| Classifica (2006) | Posizione massima |
| ----------------- | ----------------- |
| Italia            | 5                 |

### Classifiche di fine anno
| Classifica (2006) | Posizione |
| ----------------- | --------- |
| Italia            | 24        |